# 제22회 미국 배우 조합상

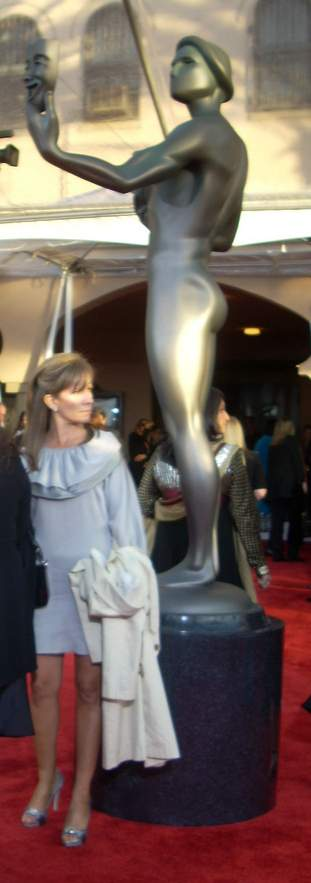

제22회 미국 배우 조합상은 2015년 뛰어난 활동을 보인 영화 배우를 기리기 위해 2016년 1월에 열린 시상식이다.

## 수상 및 후보

### 영화부문 앙상블상
- 스포트라이트 - 토마스 맥카시 수상
- 비스트 오브 노 네이션 - 캐리 후쿠나가
- 빅쇼트 - 아담 맥케이
- 스트레이트 아웃 오브 컴턴 - F. 게리 그레이
- 트럼보 - 제이 로치

### 영화부문 여우주연상
- 룸 - 브리 라슨 수상
- 캐롤 - 케이트 블란쳇
- 브루클린 - 시얼샤 로넌
- 우먼 인 골드 - 헬렌 미렌
- 아이 스마일 백 - 사라 실버맨

### 영화부문 남우주연상
- 레버넌트: 죽음에서 돌아온 자 - 레오나르도 디카프리오 수상
- 블랙매스 - 조니 뎁
- 스티브 잡스 - 마이클 패스벤더
- 대니쉬 걸 - 에디 레드메인
- 트럼보 - 브라이언 크랜스톤

### 영화부문 여우조연상
- 대니쉬 걸 - 알리시아 비칸데르 수상
- 캐롤 - 루니 마라
- 트럼보 - 헬렌 미렌
- 스티브 잡스 - 케이트 윈슬렛
- 스포트라이트 - 레이첼 맥아담스

### 영화부문 남우조연상
- 비스트 오브 노 네이션 - 이드리스 엘바 수상
- 스파이 브릿지 - 마크 라이런스
- 99 홈스 - 마이클 섀넌
- 룸 - 제이콥 트렘블레이
- 빅쇼트 - 크리스찬 베일

### 영화부문 스턴트 상
- 매드맥스: 분노의 도로 수상
- 분노의 질주: 더 세븐
- 에베레스트
- 미션 임파서블: 로그네이션
- 쥬라기 월드

### TV드라마부문 앙상블연기상
- 다운튼 애비 수상
- 하우스 오브 카드
- 매드맨
- 홈랜드
- 왕좌의 게임

### TV드라마부문연기상(여자)
- 하우 투 겟 어웨이 위드 머더 - 비올라 데이비스 수상
- 하우스 오브 카드 - 로빈 라이트
- 굿 와이프 - 줄리아나 마굴리스
- 홈랜드 - 클레어 데인즈
- 다운튼 애비 - 매기 스미스

### TV드라마부문연기상(남자)
- 하우스 오브 카드 - 케빈 스페이시 수상
- 매드맨 - 존 햄
- 베터 콜 사울 - 밥 오덴커크
- 왕좌의 게임 - 피터 딘클리지
- 미스터 로봇 - 라미 말렉

### 코미디부문 앙상블연기상
- 오렌지 이즈 더 뉴 블랙 수상
- 모던 패밀리
- VEEP
- 트랜스패런트
- 빅뱅이론
- 키 앤 필

### 코미디부문연기상(여자)
- 오렌지 이즈 더 뉴 블랙 - 우조 압두바 수상
- 너스 재키 - 에디 팔코
- VEEP - 줄리아 루이스 드레이퍼스
- 언브레이커블 키미 슈미트 - 엘리 켐퍼
- 팍스 앤 레크리에이션 - 에이미 포엘러

### 코미디부문연기상(남자)
- 트랜스패런트 - 제프리 탬버 수상
- 모던 패밀리 - 타이 버렐
- 쉐임리스 - 윌리암 H. 머시
- 루이 - 루이스 C.K.
- 빅뱅이론 - 짐 파슨스

### TV영화/미니시리즈부문 연기상(여자)
- 베시 - 퀸 라티파 수상
- 그레이스 오브 모나코 - 니콜 키드먼
- 더 스포일 비포 다잉 - 크리스틴 위그
- 리지 보든 크로니클즈 - 크리스티나 리치
- 시크릿 라이프 오브 마릴린 먼로 - 수잔 서랜든

### TV영화/미니시리즈부문 연기상(남자)
- 루터 - 이드리스 엘바 수상
- 울프 홀 - 마크 라이런스
- 타트 - 벤 킹슬리
- 텍사스 라이징 - 레이 리오타
- 어 베리 머리 크리스마스 - 빌 머레이

### TV부문 스턴트 상
- 왕좌의 게임 수상
- 블랙리스트
- 데어데블
- 홈랜드
- 워킹데드